# Cédric Bardon
Cédric Bardon (*Lyon, Francia, 15 de octubre de 1976) es un futbolista francés. Juega de volante y su actual equipo es el ES Fréjus de la Championnat National de Francia.

## Selección nacional
Ha sido internacional con la Selección de fútbol de Francia Sub-21.

## Clubes
| Club                 | País     | Año       |
| -------------------- | -------- | --------- |
| Olympique de Lyon    | Francia  | 1992-1998 |
| Stade Rennes         | Francia  | 1998-2001 |
| Guingamp             | Francia  | 2001-2004 |
| Le Havre             | Francia  | 2004-2005 |
| Levski Sofia         | Bulgaria | 2005-2007 |
| Bnei Yehuda          | Israel   | 2008      |
| Anorthosis Famagusta | Chipre   | 2008-2009 |
| Levski Sofia         | Bulgaria | 2009-2010 |
| ES Fréjus            | Francia  | 2010-     |

## Palmarés

### Campeonatos nacionales
| Título                       | Club             | País     | Año  |
| ---------------------------- | ---------------- | -------- | ---- |
| Liga Profesional de Bulgaria | PFC Levski Sofia | Bulgaria | 2005 |
| Supercopa de Bulgaria        | PFC Levski Sofia | Bulgaria | 2005 |
| Copa de Bulgaria             | PFC Levski Sofia | Bulgaria | 2006 |
| Liga Profesional de Bulgaria | PFC Levski Sofia | Bulgaria | 2007 |
| Supercopa de Bulgaria        | PFC Levski Sofia | Bulgaria | 2007 |
| Copa de Bulgaria             | PFC Levski Sofia | Bulgaria | 2007 |
| Supercopa de Bulgaria        | PFC Levski Sofia | Bulgaria | 2009 |